# Pierre Adrien Le Beau

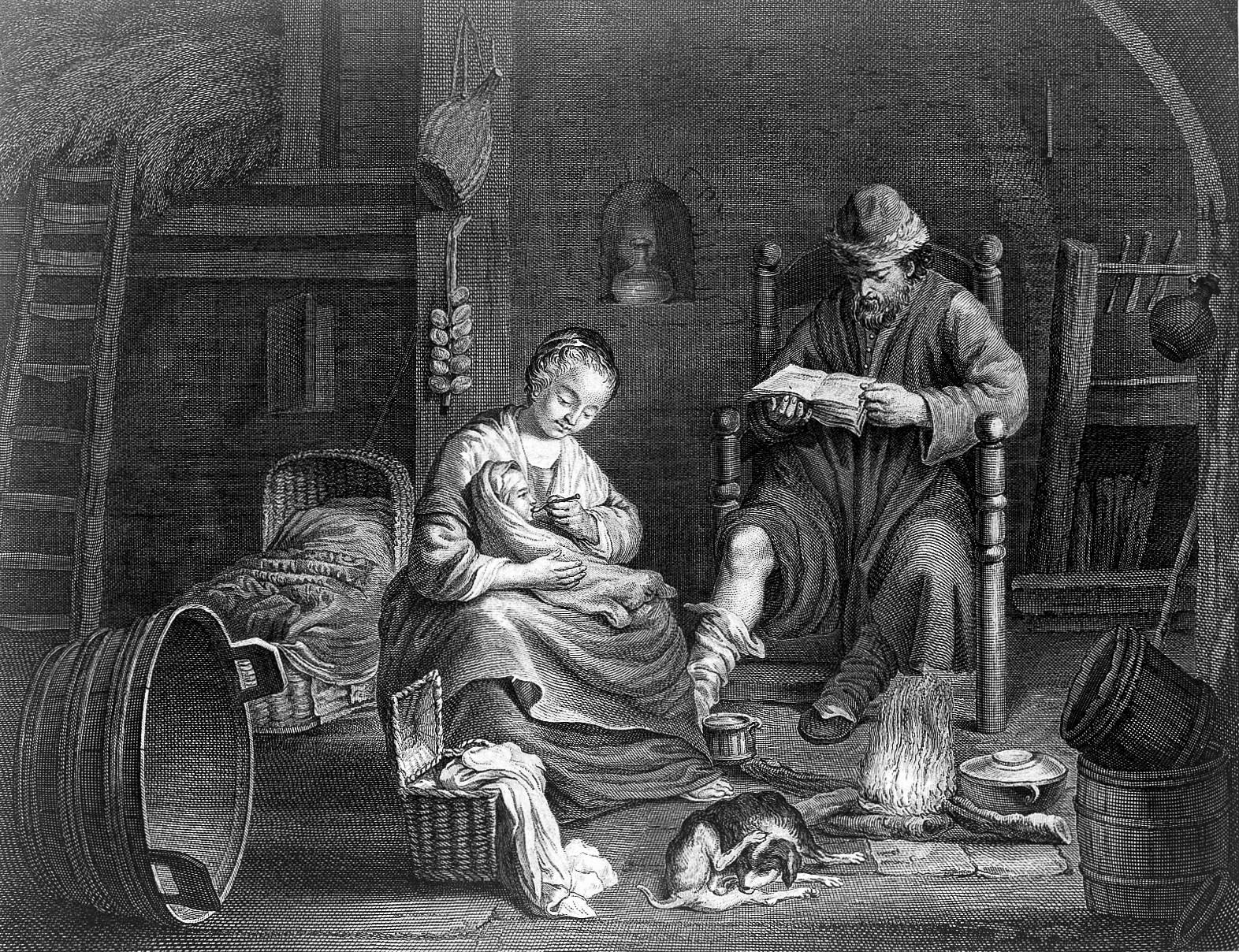
Pierre Adrien Le Beau, Donna che allatta il bambino mentre suo marito legge

Pierre Adrien Le Beau (Parigi, 1744 o 1748 – Parigi, 1817) è stato un incisore francese.

## Biografia
Di questo artista francese si conoscono le poche notizie che si possono trarre dalle sue incisioni. Alcune opere egli le vendeva direttamente, perché portano uno dei suoi indirizzi parigini. Sembra che abbia lavorato unicamente a Parigi, come attestano gli editori di cui si è servito direttamente o che hanno pubblicato libri contenenti sue illustrazioni calcografiche. Ha inciso due ritratti della regina Maria Antonietta, vista nel suo splendore regale - uno a tutta figura e l'altro solo il busto, di profilo ed entro un ovale - tratti da dipinti di Pierre Thomas Le Clerc (Biblioteca nazionale di Francia).

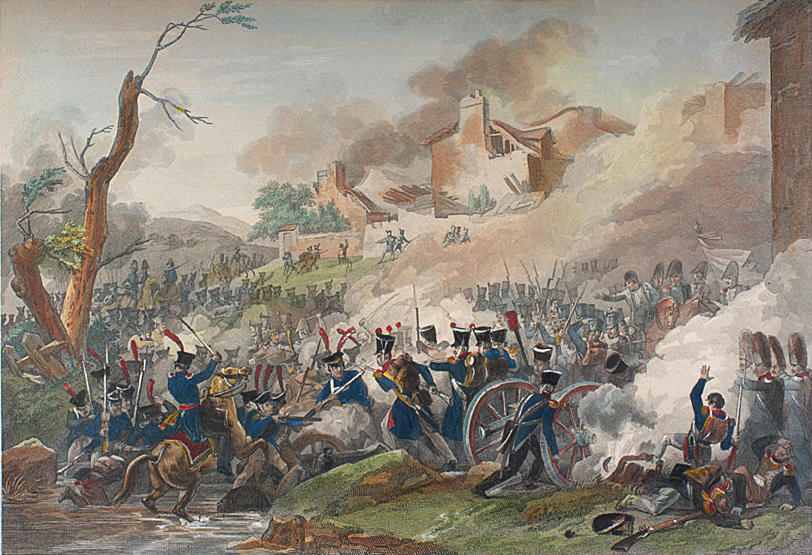
Pierre Adrien Le Beau, Battaglia di Lipsia, 19 ottobre 1813, incisione da un disegno di Thomas Charles Naudet

Ha realizzato incisioni per illustrare eventi particolari della Campagna di Napoleone in Italia, come Entreée des Français dans Turin le 17 Frimaire An 7 (7 dicembre 1798) e Prise de la Ville de Venise le 3 Floréal An 5 (13 maggio 1797).

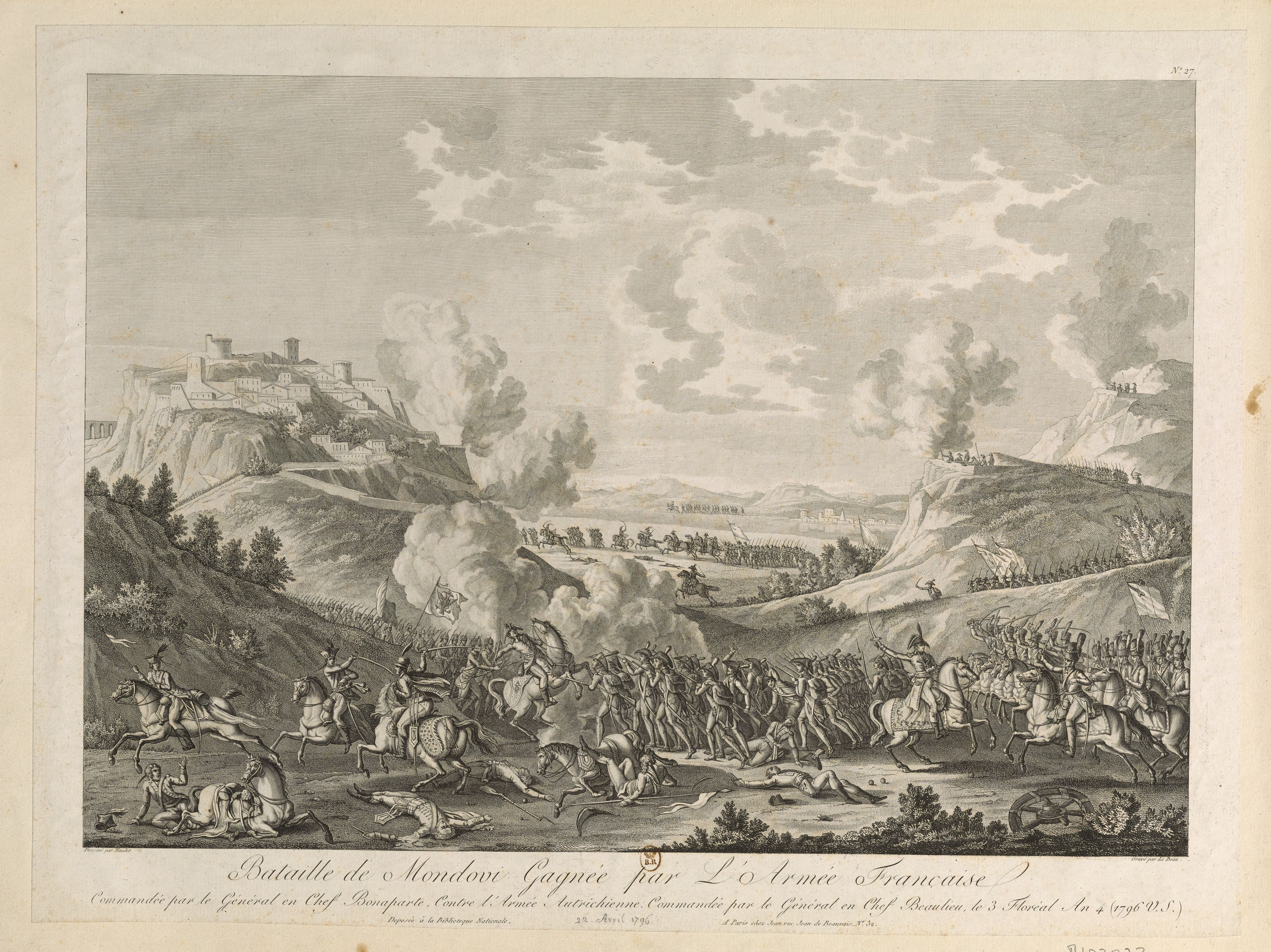
Battaglia di Mondovì del 3 Floreale anno IV (1796), incisione da un disegno di Thomas Charles Naudet, (Biblioteca nazionale di Francia)

Tra le personalità di cui ha realizzato il ritratto: la Marchesa di Pompadour (Reggia di Versailles); Louise Marie Adélaïde de Bourbon (da Le Clerc);  Marie-Jeanne Bécu, comtesse du Barry (Biblioteca nazionale di Francia); Etienne de Montgolfier. 

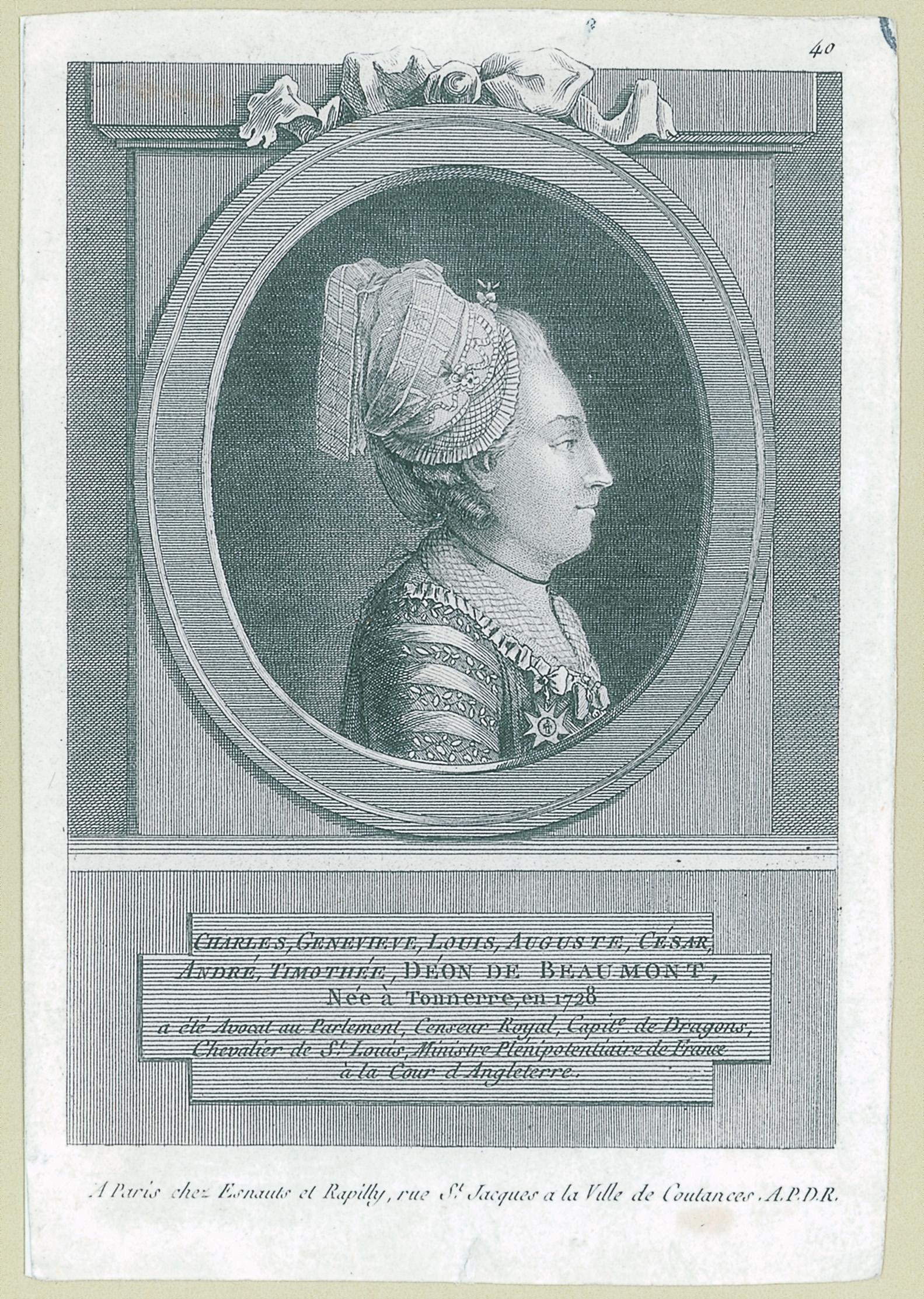
Pierre Adrien Le Beau, Mademoiselle de Beaumont, chevalier d'Éon, incisione

### Incisioni calcografiche per illustrare libri
I libri qui elencati e che hanno molte tavole incise sono frutto della collaborazione con altri artisti - incisori e disegnatori - tra cui Clément-Pierre Marillier, François-Robert Ingouf, Jean Dambrun (1748-1808), Charles Macret.
- Charles Goldoni, né a Venise en 1707, da un disegno di Charles Nicolas Cochin (1715-1790), in Mémoires de M. Goldoni, pour servir a l'histoire de sa vie, et a celle de son théatre[4]
- Nicolas Joseph Laurent Gilbert, in Œuvres complètes de Gilbert[5]
- Tavole, in Oeuvres choisies de Le Sage. Avec figures, Tomo 7º[6]
- Tavole, in Les prôneurs ou Le tartuffe littéraire, comédie en trois actes, en vers di Claude-Joseph Dorat[7]
- Tavole, in Oeuvres choisies de Prévost. Avec figures di Antoine François Prévost[8]
- Tavole, in Oeuvres complettes d'Alexander Pope, traduites en françois[9]
- Tavole, in Les victimes de l'amour, ou lettres de quelques amans célébres, précédées d'une piece sur la mélancolie, et suivies d'un poeme lyrique di Claude-Joseph Dorat[10]